# 笑って笑って
「笑って笑って」（わらってわらって）は、2009年6月3日に発売された日本の歌手・奥華子の9枚目のシングル。

## 解説
本作品に収録されている「笑って笑って」は、彼女がインディーズ時代から歌い続けてきた楽曲である。
初版音源はインディーズ時代の自主制作アルバム「奥華子vol.4」および「vol.best」に収録されている。
2008年11月18日に日本テレビ「誰も知らない泣ける歌」に出演した際に弾き語りでを歌った「笑って笑って」が全国放送され、大反響を得る。これを機に2009年5月26日に同番組最終回へ再度の出演を果たすとともに、同時期にメジャーシングルにて「笑って笑って」が再リリースされることとなった。再リリース版はアルバム「BIRTHDAY」にも収録されている。

## インディーズ版との比較
ボーカルトラック再リリースにともない、新規レコーディングされている。
編曲インディーズ版はキーボードによる弾き語りスタイルなのに対し、リリース版はピアノ、ストリングスを主体とした荘厳なアレンジとなっている。
イントロインディーズ版では5小節（弱起を除く）なのに対し、再リリース版では9小節に延長されている。

## 収録曲
- PCCA-02913 - ジャケットデザイン：地井武男[2]

1. 笑って笑って - テレビ朝日『ちい散歩』エンディングテーマ
2. 僕たちに出来ること - 中国電力CMソング『環境「地球儀の旅」編』
3. Happy days - 千葉銀行CMソング『「未来を描こう」篇』
4. 笑って笑って -Instrumental-
5. Happy days -Instrumental-